# 30層大十字型大廈
30層大十字型大廈（英語：30-storey Cruciform Block），又稱大十字型大廈或十字型大廈，是香港公共房屋的其中一種標準型大廈設計，由工務司署負責設計與建造，僅於1977年至1979年期間落成的大興邨及順安邨合共8座大廈所採用。

## 介紹
大十字型為政府廉租屋邨首款呈十字形的大廈設計，有別於當時傳統的長條狀大廈設計（長型大廈）；原本是屬於政府廉租屋邨的標準設計（而且為後期政府廉租屋項目獨有設計），與徙置區的舊長型大廈（第七型徙置大廈）一併採用。後來，由於房委會成立，此等未完工的政府廉租屋便當作「一般甲類屋邨」管理。
每座大十字型大廈的面積為80米乘80米。本樓宇設計的特色是地下大堂為雙層式設計；而每層住宅部份的大堂闊落，並分為兩邊、每邊約20米乘7米，而且大堂亦設有兩條開放式樓梯、電錶及水錶房等設備。住宅部份有29層高，每層設有4翼、每翼12個單位，總括來說每層共有48伙。而另一項特色為下闊上窄的大廈設計，以提供更多面積款式的單位，適合編配予不同人數範圍的家庭；這種設計目的是讓低層住戶擁有更充裕的採光，因為低層單位的進深較高層單位為深。由於每層有48伙單位，故此每層設有8部升降機、並置於大廈中央，但首先分為「高低層」兩組、而兩部份再分為「單數及雙數」樓層，換言之各樓層各自有兩部升降機服務。每層設有兩個垃圾房，但只是設在A翼及D翼。除了位於大堂的兩條開放式樓梯外，每層每翼亦設有一條封閉式樓梯、合共4條。
大十字型大廈所有單位均採用類似於同期舊長型大廈的設計，每層所有單位面積亦一致。與舊長型大廈不同的地方在於大十字型單位的起居室並非連接露台而是煮食區，並需要經過煮食區才可進入露台及廁所。大十字型大廈單位面積介乎24至34平方米，僅在起居室面積上有分別，廁所亦不設窗戶。
但是大十字型亦有缺點，因為樓宇佔地面積較其他型號大，亦缺乏後期設計如和諧一型、新十字型等十字形大廈結構組織嚴密的特性，對於屋邨規劃而言是缺乏彈性及效果不佳，所以在往後房屋項目當中，房屋署建築師再沒有再採用大十字型樓宇設計，亦於1980年代及往後停止採用。
由於上述缺點，全港僅有大興邨及順安邨採用大十字型大廈設計，而順安邨為全港最後一個採用大十字型大廈設計的屋邨。

## 擁有30層大十字型大廈的公共屋邨
| 所屬地區  | 屋邨名稱 | 大廈名稱             | 數量 | 落成年份 | 建築師   | 承建商   | 備註                                                                               |
| --------- | -------- | -------------------- | ---- | -------- | -------- | -------- | ---------------------------------------------------------------------------------- |
| 屯門區    | 大興邨   | 興昌樓 興盛樓 興泰樓 | 6    | 1977年   | 工務司署 | 鴻運建築 |                                                                                    |
| 屯門區    | 大興邨   | 興耀樓               | 6    | 1979年   | 工務司署 | 鴻運建築 | 牽涉26座問題公屋醜聞，混凝土強度只有16.71MPa，惟情況並不嚴重，未被列入整體重建計劃 |
| 屯門區    | 大興邨   | 興輝樓 興平樓        | 6    | 1979年   | 工務司署 | 鴻運建築 |                                                                                    |
| 觀塘區    | 順安邨   | 安頌樓 安逸樓        | 2    | 1978年   | 工務司署 | 順成建築 | 本邨是全港最後一個採用大十字型大廈（原政府廉租屋邨標準）設計的屋邨                 |
| 合計︰8座 |          |                      |      |          |          |          |                                                                                    |

## 相片集

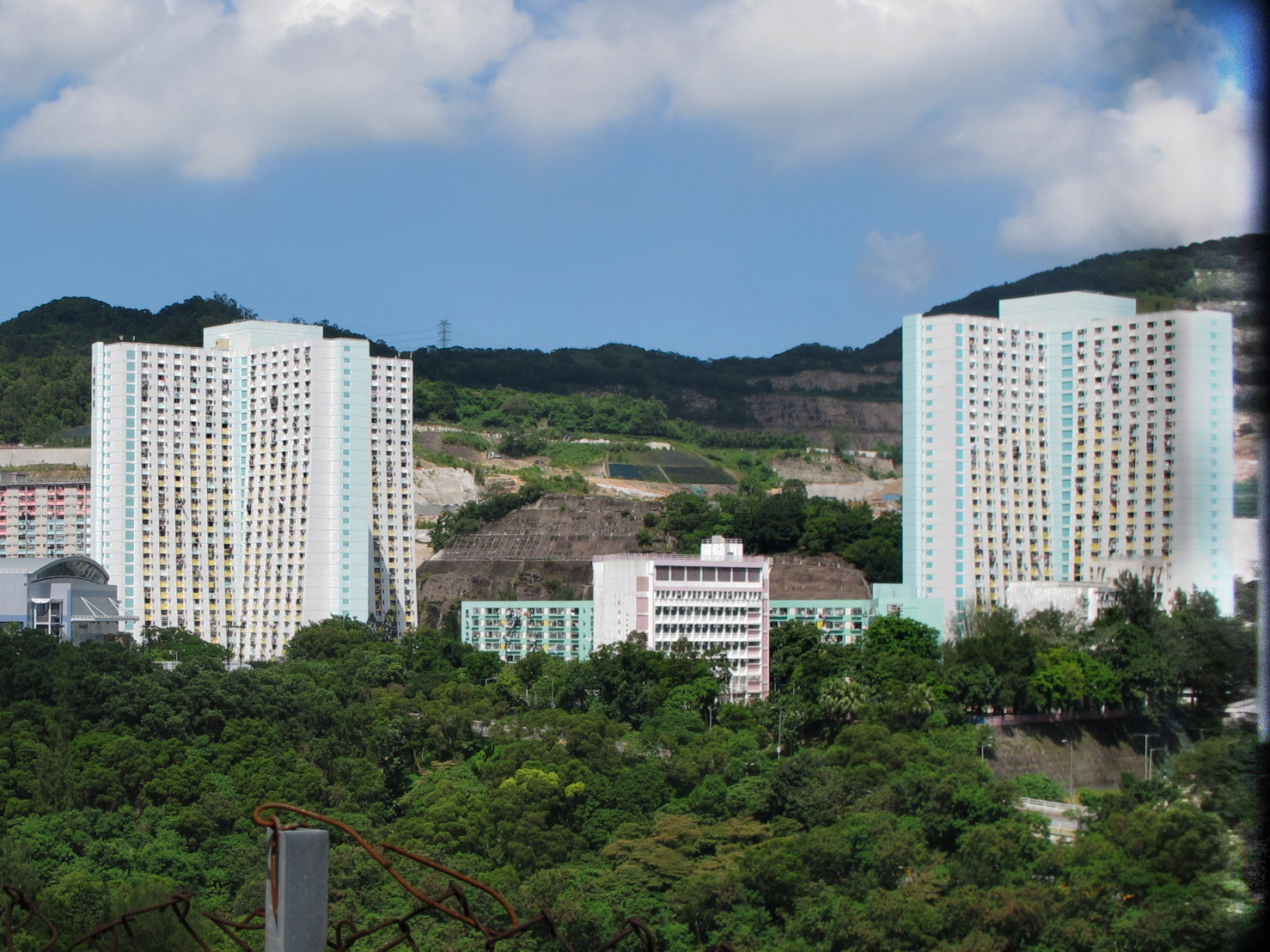
順安邨的大十字型大廈
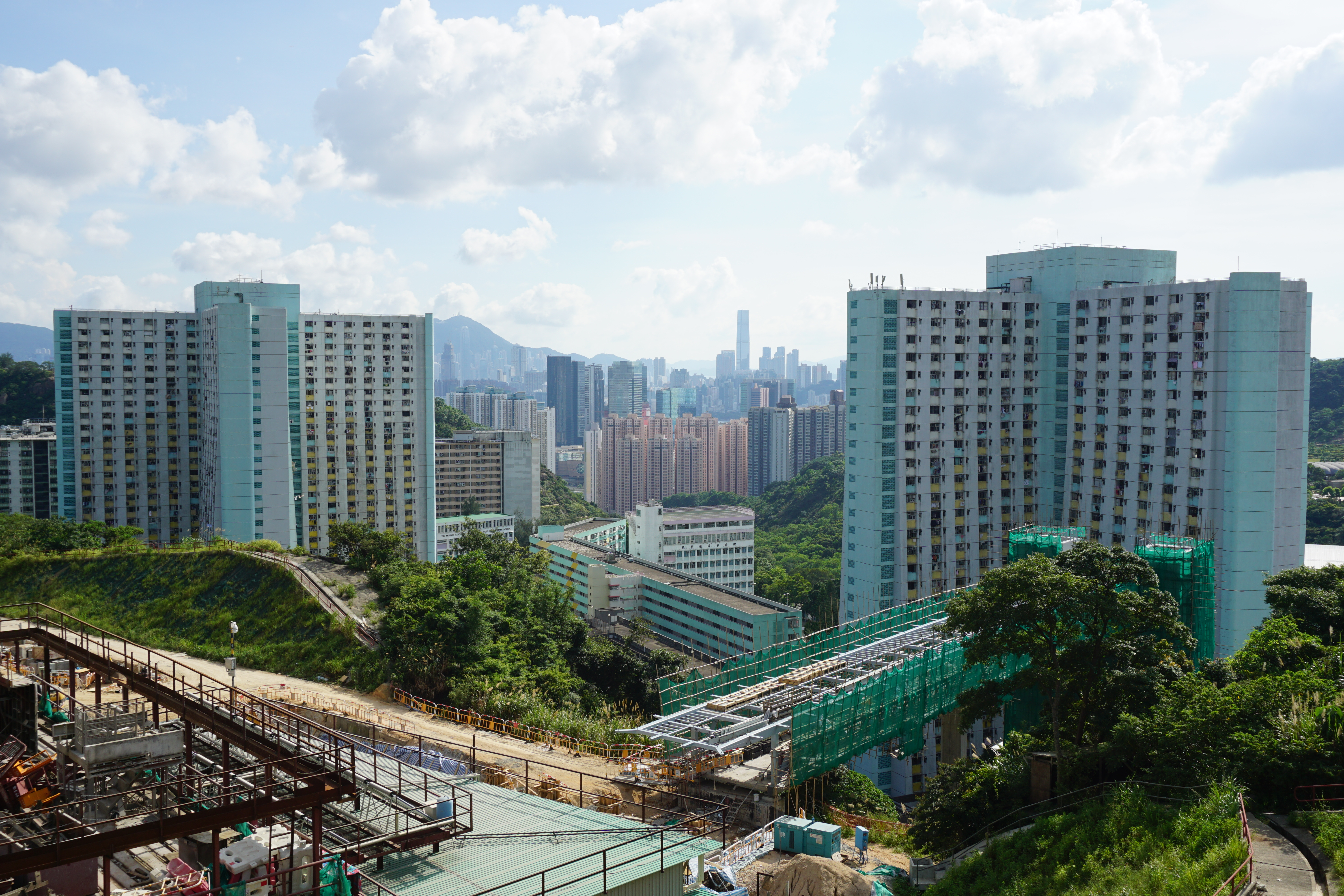
順安邨東面
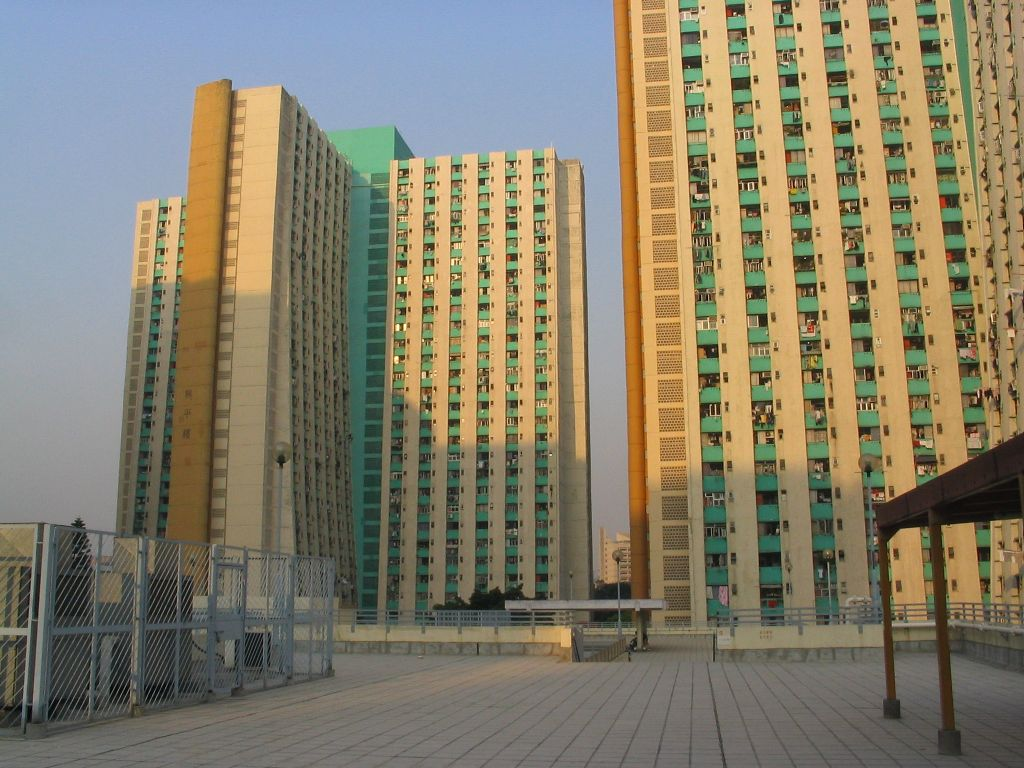
大興邨的大十字型大廈
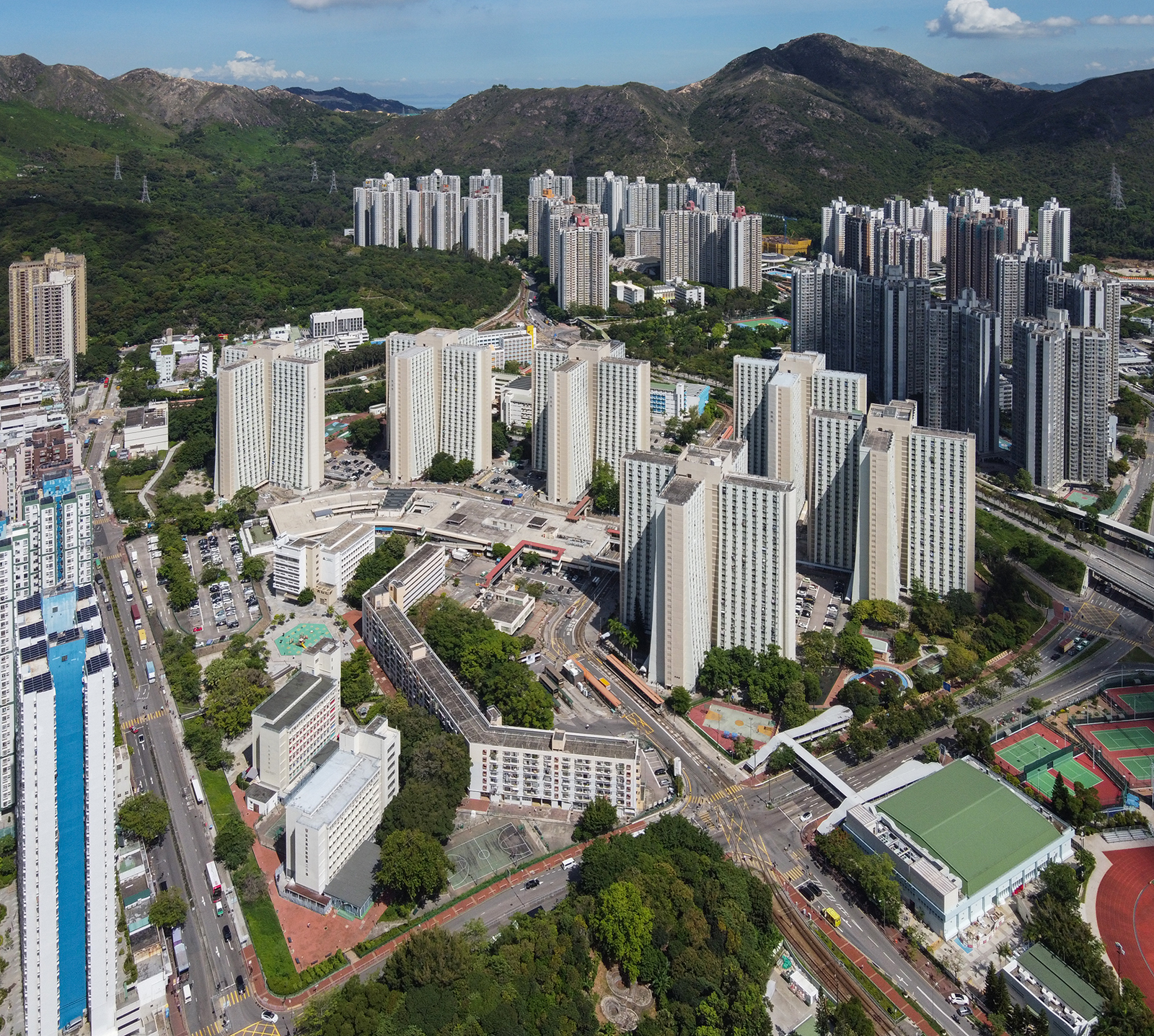
大興邨全貌（攝於2021年7月）

## 備註
1. ↑  最早期的香港公營房屋多數呈為長條狀板樓，即為「長型」，而本設計為首個以十字形為大廈造型，並非傳統的長條狀大廈，故此稱為「十字型大廈」。不過隨後有更多款式的十字形大廈發表（如穗禾苑、興民邨的十字形狀大廈、舊十字型、和諧式等），便返稱為「大十字型大廈」